# 大野駅

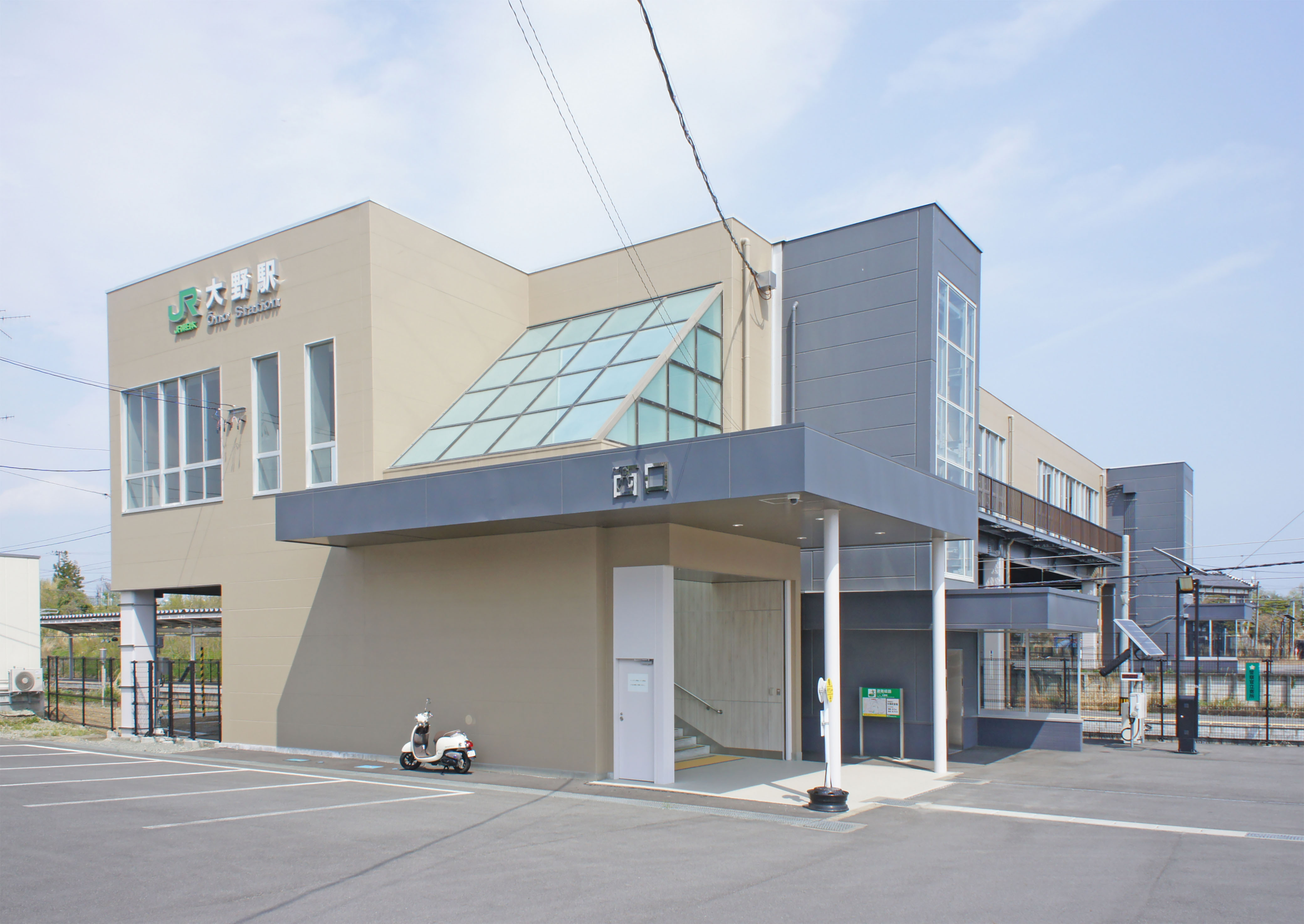
西口（2022年4月）

大野駅（おおのえき）は、福島県双葉郡大熊町大字下野上（しものがみ）字大野にある、東日本旅客鉄道（JR東日本）常磐線の駅である。

## 歴史
1898年（明治31年）に富岡駅と長塚駅（現在の双葉駅）の両駅が設置されたが、大野村からはどちらの駅も遠い状況であった。このため、1903年（明治36年）に大野村議会において停車場誘致を議決した。その際の契約は「駅設置に関する3600坪を村で買収、これを日本鉄道株式会社に大野村名義で無償譲渡する。ただし設置は村請負とする。」であった。

### 年表
- 1904年（明治37年）
  - 11月3日：竣工開通式を実施[3]。
  - 11月22日：日本鉄道の駅として開業[2]。
- 1906年（明治39年）11月1日：日本鉄道が国有化され、官設鉄道の所属となる[4]。
- 1909年（明治42年）10月12日：線路名称の制定により、常磐線の所属となる。
- 1928年（昭和3年）3月4日：当駅 - 夜ノ森駅間の熊川橋梁にて貨車が転落する事故が発生する[4]。
- 1949年（昭和24年）6月1日：日本国有鉄道が発足。
- 1957年（昭和32年）5月17日：当駅 - 長塚駅（現・双葉駅）間を走行中の下り急行「北上」が脱線、乗員・乗客が死亡（常磐線急行「北上」脱線事故）[新聞 1]。
- 1972年（昭和47年）10月2日：貨物の取り扱いを廃止[5]。
- 1976年（昭和51年）2月23日：当駅 - 双葉駅間が複線化。
- 1984年（昭和59年）2月1日：荷物の扱いを廃止[5]。
- 1985年（昭和60年）6月19日：大熊町長より、請願書を提出[6]。
- 1986年（昭和61年）8月23日：大熊町長より、橋上駅舎の建設について提示[6]。
- 1987年（昭和62年）
  - 4月1日：国鉄分割民営化に伴い、JR東日本の駅となる[5]。
  - 8月20日：工事協定を締結[6]。
- 1988年（昭和63年）3月30日：自由通路含めて利用を開始[7]。
- 1995年（平成7年）10月1日：みどりの窓口を設置する。
- 2011年（平成23年）3月11日：東日本大震災および福島第一原子力発電所事故により営業休止。地震により、当駅では駅舎の天井板の一部が剥がれ落ちた[新聞 2]。
- 2020年（令和2年）
  - 3月5日：当駅周辺において設定されていた帰還困難区域の一部の避難指示を解除[新聞 3]。
  - 3月14日：富岡駅 - 浪江駅間の運転再開に伴い、営業を再開[報道 1][報道 2][新聞 4]。東京近郊区間に編入される[報道 1]。ICカード「Suica」の利用が可能となる[報道 2]。「Smart Station for EXPRESS」導入に伴い無人化[報道 1][新聞 5]。当駅 - 双葉駅間が単線化される。
- 2024年（令和6年）10月1日：えきねっとQチケのサービスを開始[1][報道 3]。

## 駅構造
単式ホーム1面1線を有する地上駅（橋上駅）である。駅舎は1987年（昭和62年）に改築されたもので、エレベーターが設置されている。
震災前の当駅 - 双葉駅間は複線で、当駅は島式ホーム1面2線を有していたが、上り線の敷地に側道を設けて非常時の避難道としても活用するため単線化された。「Smart Station for EXPRESS」を導入している無人駅で、話せる指定席券売機と簡易Suica改札機が設置されている。

### のりば
| 番線 | 路線     | 方向 | 行先             |
| ---- | -------- | ---- | ---------------- |
| 1    | ■ 常磐線 | 下り | 原ノ町・仙台方面 |
| 1    | ■ 常磐線 | 上り | いわき・水戸方面 |

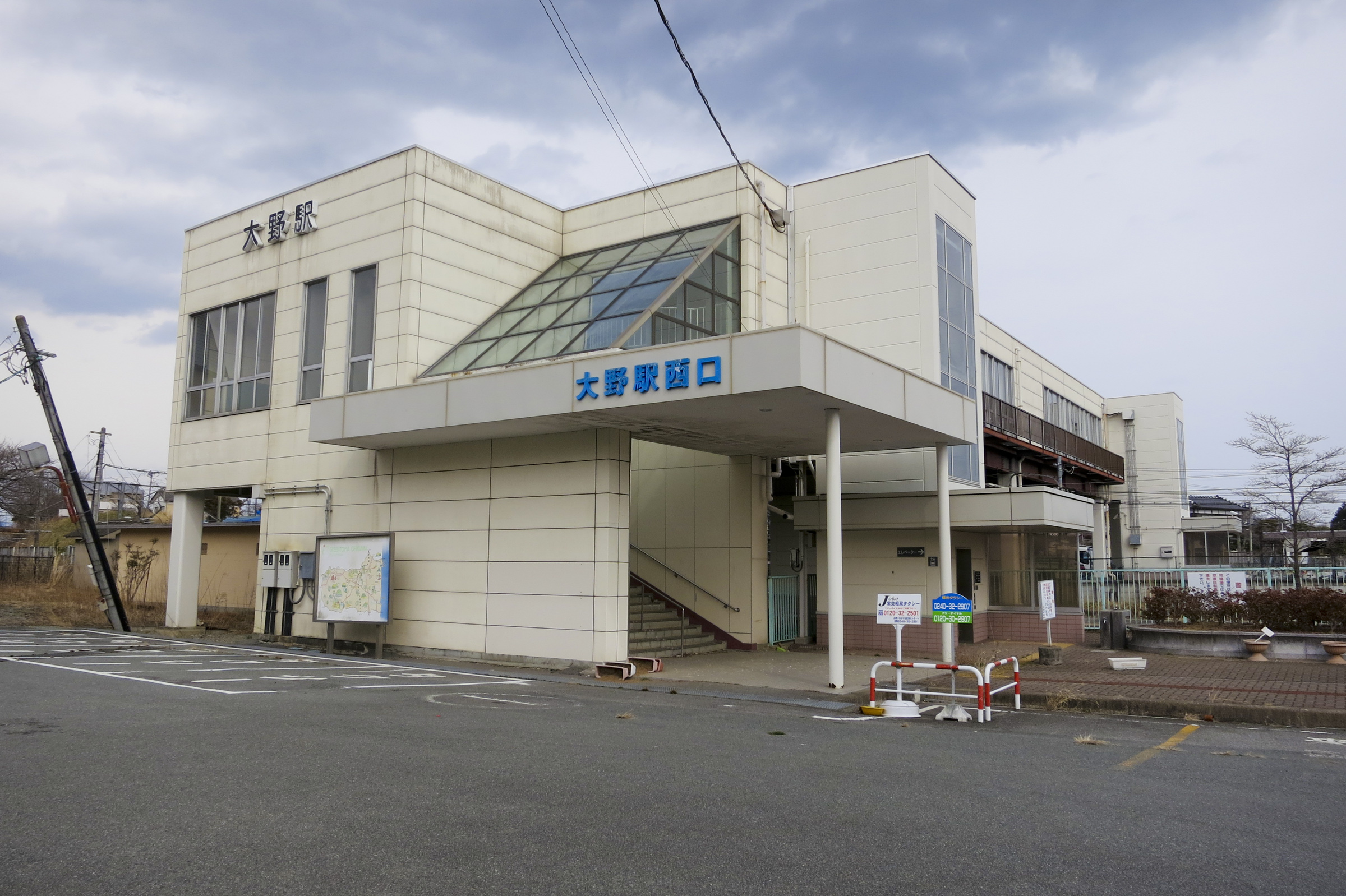
改修前の西口（2012年3月）
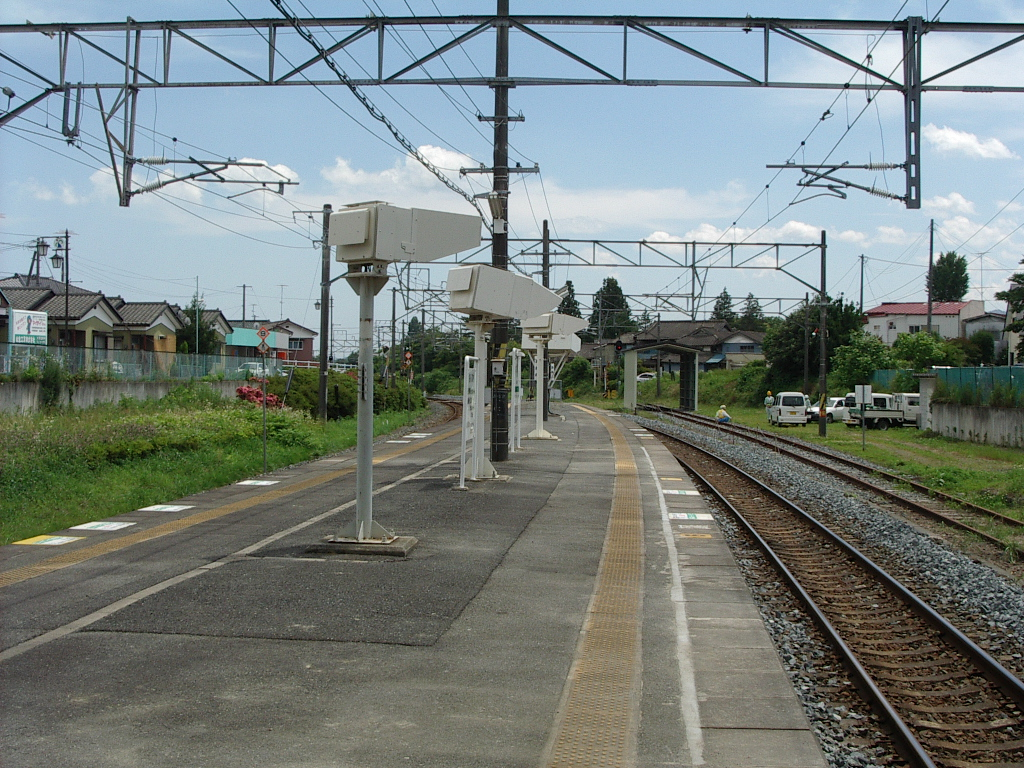
1面2線時代のホーム（2007年6月）
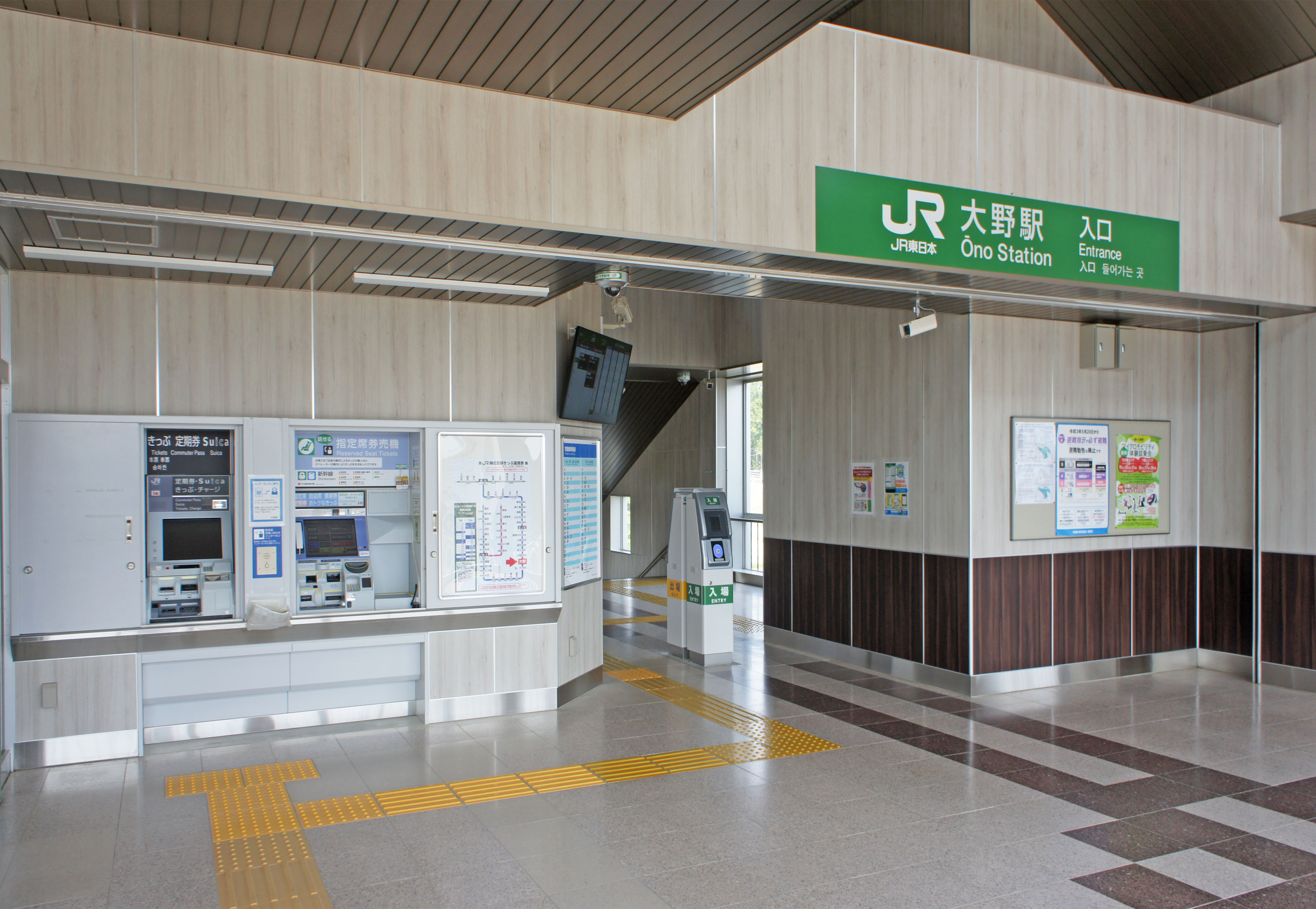
改札口と券売機（2022年4月）
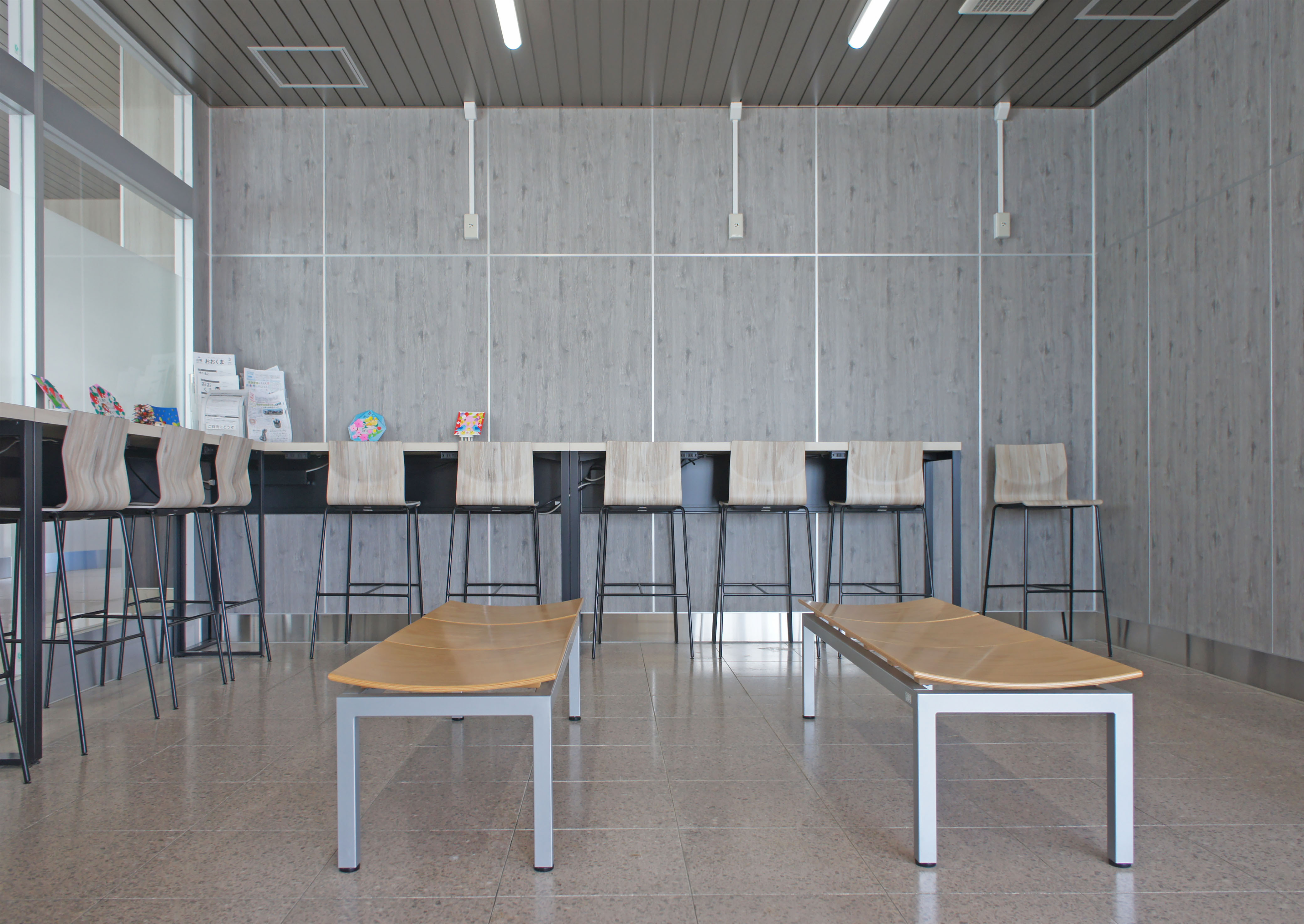
待合室（2022年4月）
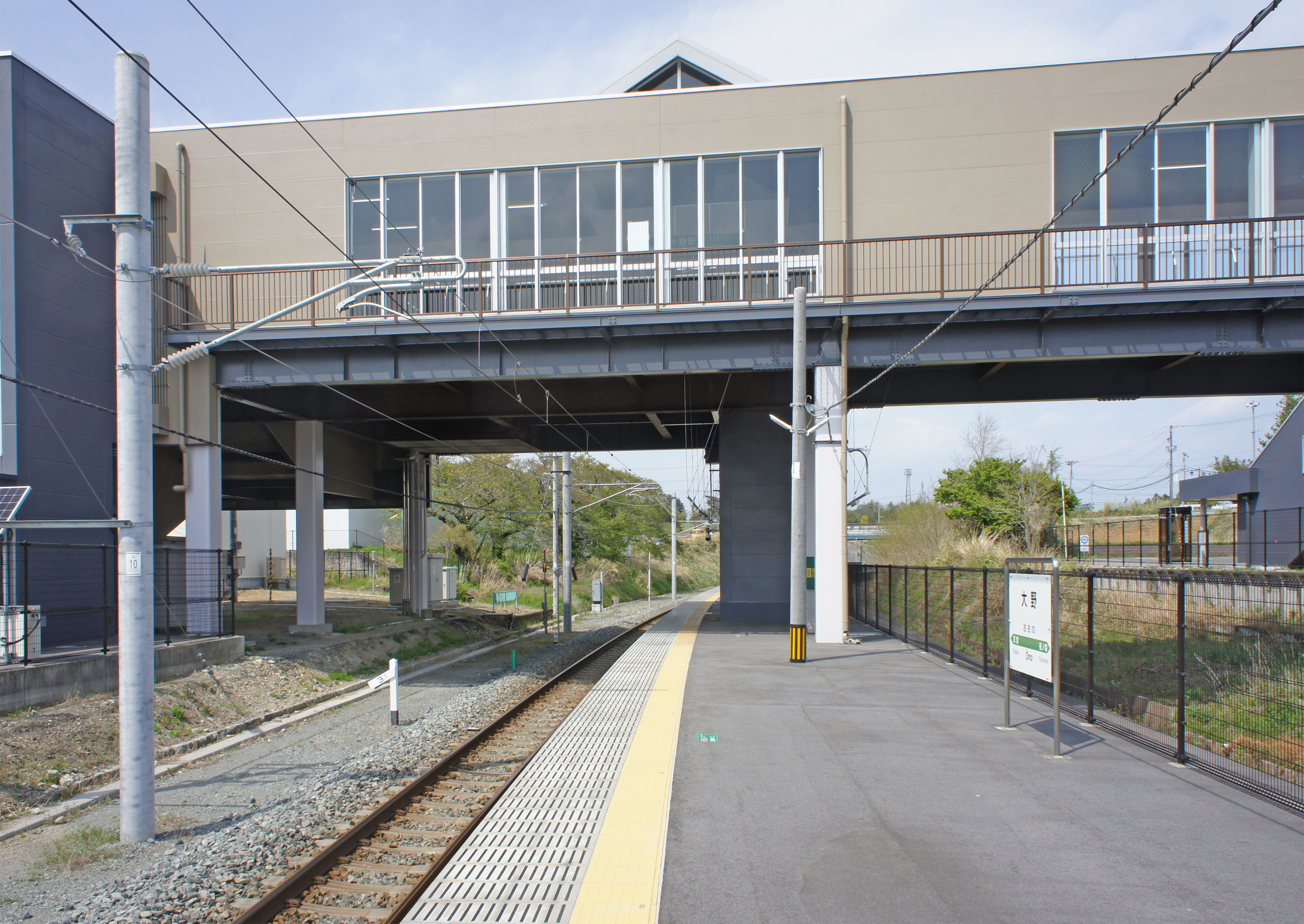
ホーム（2022年4月）
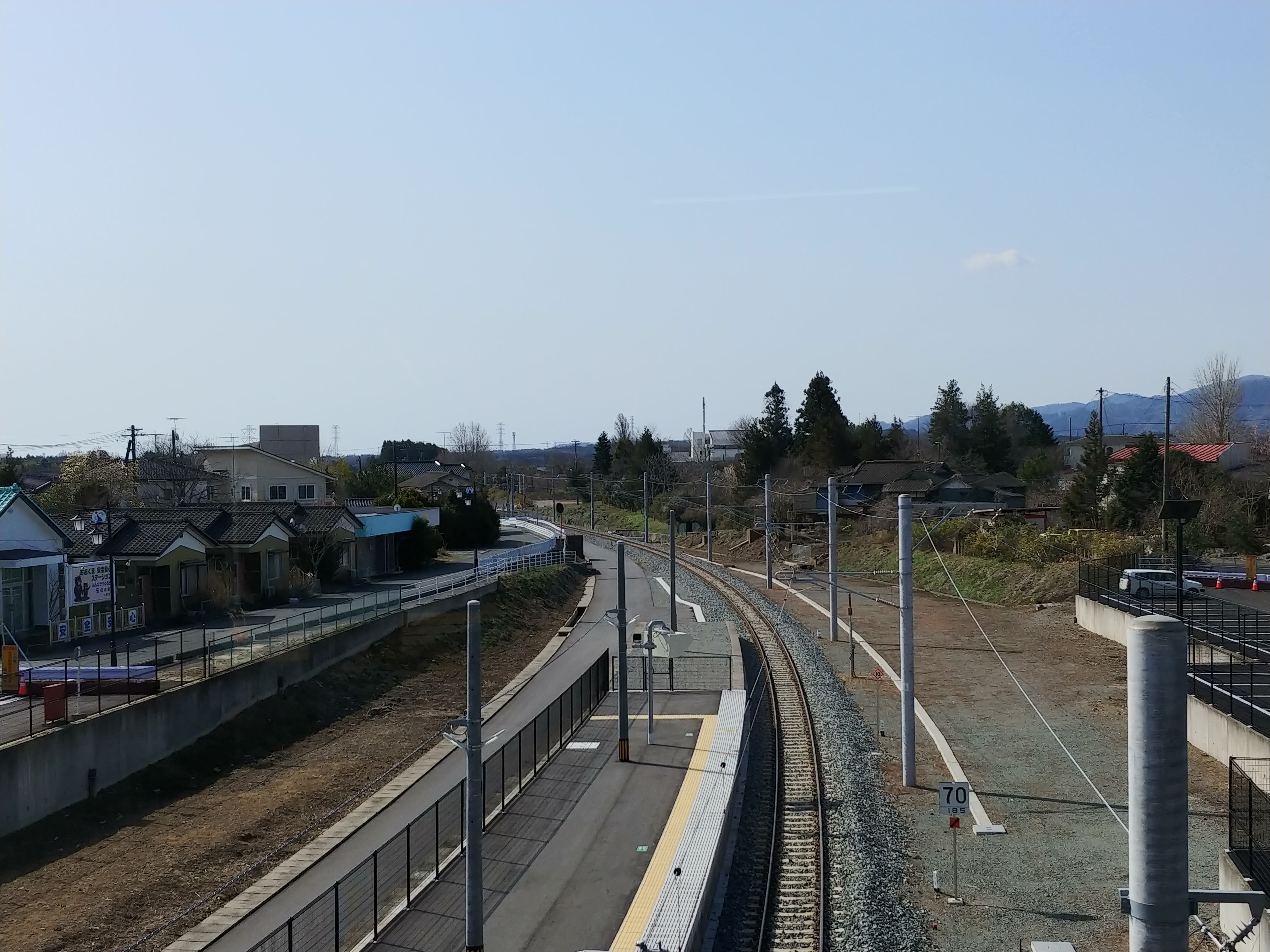
ホームと避難通路（2020年3月）

## 利用状況
JR東日本によると、2000年度（平成12年度）- 2010年度（平成22年度）の1日平均乗車人員の推移は以下のとおりであった。 
なお、2011年（平成23年）3月11日 - 2020年（令和2年）3月13日までは前述のとおり営業休止となり、翌3月14日の営業再開以降は無人駅となったため、2011年度（平成23年度）以降の統計値は公表されていない。 
| 乗車人員推移       | 乗車人員推移     | 乗車人員推移    |
| 年度               | 1日平均 乗車人員 | 出典            |
| ------------------ | ---------------- | --------------- |
| 2000年（平成12年） | 735              | [ 利用客数 1 ]  |
| 2001年（平成13年） | 741              | [ 利用客数 2 ]  |
| 2002年（平成14年） | 739              | [ 利用客数 3 ]  |
| 2003年（平成15年） | 753              | [ 利用客数 4 ]  |
| 2004年（平成16年） | 703              | [ 利用客数 5 ]  |
| 2005年（平成17年） | 702              | [ 利用客数 6 ]  |
| 2006年（平成18年） | 680              | [ 利用客数 7 ]  |
| 2007年（平成19年） | 647              | [ 利用客数 8 ]  |
| 2008年（平成20年） | 629              | [ 利用客数 9 ]  |
| 2009年（平成21年） | 610              | [ 利用客数 10 ] |
| 2010年（平成22年） | 616              | [ 利用客数 11 ] |

## 駅周辺
大熊町の中心部に位置している。当駅から国道を挟んで東方に福島第一原子力発電所があり、最寄り駅となっていた。
駅周辺は福島第一原子力発電所事故による帰還困難区域内であるが、特定復興再生拠点区域に指定されており、先行して2020年（令和2年）3月5日に駅構内および駅前の避難指示が解除されたため、駅構内および駅前には自由に立ち入ることが可能であり、駅から周辺部に通じる主要道路も通行可能である。これ以外の駅周辺部の特定復興再生拠点区域については2022年（令和4年）6月30日に避難指示が解除された。
2025年（令和7年）3月15日に駅西口に大熊町が整備した商業施設「クマSUNテラス」と産業交流施設「CREVAおおくま」がグランドオープンする（一部はプレオープン）。
- ステーションプラザおおくま
- 総合スポーツセンター[14]
- 中央台生活環境保全林[14]
- 大熊町文化センター
- 福島県立大野病院
- 双葉警察署大熊駐在所
- 福島県道166号大野停車場大川原線
- 福島県道251号小良ヶ浜野上線
- 福島県道252号夫沢大野停車場線

### バス路線
新常磐交通の富岡、浪江方面への路線が発着する。

## 隣の駅
東日本旅客鉄道（JR東日本）
■常磐線
- 特急「ひたち」停車駅

■普通
夜ノ森駅 - 大野駅 - 双葉駅

### 記事本文